# Kathy McMillan
Catherine Laverne McMillan, detta Kathy (Raeford, 7 novembre 1957), è un'ex lunghista statunitense.

## Biografia
All'apice della carriera vinse la medaglia d'argento nel salto in lungo ai Giochi olimpici di Montréal 1976, dove si piazzò al secondo posto alle spalle di Angela Voigt.
Vinse altresì due titoli ai Giochi panamericani.

## Palmarès
| Anno | Manifestazione      | Sede     | Evento         | Risultato | Prestazione | Note |
| ---- | ------------------- | -------- | -------------- | --------- | ----------- | ---- |
| 1976 | Giochi olimpici     | Montréal | Salto in lungo | Argento   | 6,66 m      |      |
| 1979 | Giochi panamericani | San Juan | Salto in lungo | Oro       | 6,46 m      |      |
| 1983 | Giochi panamericani | Caracas  | Salto in lungo | Oro       | 6,70 m      |      |